# Greatest Hits: Back to the Start
Greatest Hits: Back to the Start (englisch für: ‚Größte Hits: Zurück auf Anfang‘) ist ein Kompilationsalbum der US-amerikanischen Metal-Band Megadeth. Es umfasst 17 Songs von Alben aus den Jahren 1985 bis 2001. Greatest Hits erschien ein Jahr nach der Veröffentlichung von The System Has Failed, dem ersten Album der Band nach deren zwischenzeitlicher Auflösung. Das Greatest-Hits-Album enthält jedoch keine Songs von The System Has Failed.
Das Cover der Greatest-Hits-Veröffentlichung zeigt das Explodieren der Wasserstoffbombe „Romeo“ während der Operation Castle. In dem Pilz sind die Umrisse Vic Rattleheads, dem Maskottchen der Band zu erkennen. Der Titel Back to the Start beruht auf eine Textstelle des Songs Rust in Peace…Polaris aus dem Album Rust in Peace.
Das Album platzierte sich auf Platz 66 in den amerikanischen Billboard 200. Außerdem wurde es in Kanada 2011 mit einer Goldenen Schallplatte für 50.000 verkaufte Einheiten ausgezeichnet.

## Titelliste
| #  | Titel                        | Länge | Album                                                                               |
| -- | ---------------------------- | ----- | ----------------------------------------------------------------------------------- |
| 1  | Holy Wars…The Punishment Due | 6:32  | Rust in Peace (Studio-Album, 1990)                                                  |
| 2  | In My Darkest Hour           | 6:26  | So Far, So Good… So What! (Studio-Album, 1988)                                      |
| 3  | Peace Sells                  | 4:02  | Peace Sells… But Who’s Buying? (Studio-Album, 1986)                                 |
| 4  | Sweating Bullets             | 5:27  | Countdown to Extinction (Studio-Album, 1992)                                        |
| 5  | Angry Again                  | 3:47  | Last Action Hero (Soundtrack, 1993)                                                 |
| 6  | À Tout le Monde              | 4:22  | Youthanasia (Studio-Album, 1994)                                                    |
| 7  | Trust                        | 5:11  | Cryptic Writings (Studio-Album, 1997)                                               |
| 8  | Kill the King                | 3:42  | Capitol Punishment: The Megadeth Years (Kompilation, 2000)                          |
| 9  | Symphony of Destruction      | 4:06  | Countdown to Extinction                                                             |
| 10 | Mechanix                     | 4:25  | Killing Is My Business… And Business Is Good! (Studio-Album, 1985)                  |
| 11 | Train of Consequences        | 3:31  | Youthanasia                                                                         |
| 12 | Wake Up Dead                 | 3:37  | Peace Sells… But Who’s Buying?                                                      |
| 13 | Hangar 18                    | 5:11  | Rust in Peace                                                                       |
| 14 | Dread and the Fugitive Mind  | 4:25  | Capitol Punishment: The Megadeth Years, The World Needs a Hero (Studio-Album, 2001) |
| 15 | Skin O’ My Teeth             | 3:15  | Countdown to Extinction                                                             |
| 16 | She-Wolf                     | 3:37  | Cryptic Writings                                                                    |
| 17 | Prince of Darkness           | 6:26  | Risk (Studio-Album, 1999)                                                           |

### Limited Edition DVD
1. Kill the King – Mega-mix Video
2. Megadeth Live At The Fillmore Intro Screen / Prince of Darkness – Live
3. Holy Wars… The Punishment Due – Live
4. In My Darkest Hour – Live
5. Hangar 18 – Live
6. Sweating Bullets – Live
7. Symphony of Destruction – Live
8. Peace Sells – Live
9. Vorschau auf die DVD Arsenal of Megadeth

## Besetzungen

### Gitarrist, Gesang
- Dave Mustaine – auf allen Songs zu hören.

### Bassist
- Dave Ellefson – auf allen Songs zu hören.

### Gitarristen
- Marty Friedman – Tracks 1, 4–7, 9, 11, 13, 15–17
- Chris Poland – Tracks 3, 10, 12
- Al Pitrelli – Tracks 8, 14
- Jeff Young – Track 2

### Schlagzeuger
- Nick Menza – Tracks 1, 4–7, 9, 11, 13, 15–16
- Gar Samuelson – Tracks 3, 10, 12
- Jimmy DeGrasso – Tracks 8, 14, 17
- Chuck Behler – Track 2